# Sirtaki (álbum)
Sirtaki es el octavo álbum de estudio del cantante italiano Mango, publicado en 1990.
El disco contiene algunas de las canciones más famosas de Mango como "Nella mia città", "Tu... sì" y "Come Monna Lisa". 
El cantante británico Leo Sayer interpretó "Tu... sì" en el Festival de San Remo 1990,  con un texto inglés titulado "The Moth And The Flame". "Come Monna Lisa" fue versionada por la cantante griega Elefthería Arvanitáki con el nombre de "Min Orkizesai", de l'álbum recopilatorio Dinata 1986–2007.
En 1991 llegó una versión en español del álbum.

## Lista de canciones enitaliano
| N.º | Título                               | Escritor(es)                 | Duración |  |
| 1.  | «Nella mia città»                    | Mango, Mogol                 | 6:55     |  |
| 2.  | «I giochi del vento sul lago salato» | Mango, Mogol                 | 4:30     |  |
| 3.  | «Terra bianca»                       | Mango, A. Mango              | 5:15     |  |
| 4.  | «Ma com'è rossa la ciliegia»         | Mango, Mogol                 | 4:14     |  |
| 5.  | «Tu... sì»                           | Mango, A. Mango              | 3:22     |  |
| 6.  | «Sirtaki»                            | Mango, Mogol                 | 5:07     |  |
| 7.  | «Come Monna Lisa»                    | Mango, Mogol                 | 4:44     |  |
| 8.  | «Preludio incantevole»               | Mango, Mogol                 | 4:44     |  |
| 9.  | «Così viaggiando»                    | Mango, A. Mango              | 4:26     |  |
| 10. | «L'Io»                               | Mango, G. Morra              | 4:13     |  |
| 11. | «Ma che musica c'è»                  | Mango, A. Mango, R. Petruzzi | 3:30     |  |

## Lista de canciones enespañol
1. «Mi ciudad»
2. «Los Juegos Del Viento»
3. «Tierra blanca»
4. «¿Porqué Son Rojas Las Cerezas?»
5. «Sirtaki»
6. «Como Monna Lisa»
7. «Preludio Encantado»
8. «Viajando»
9. «Tú... Sí»